# Leon Miodoński
Leon Tomasz Miodoński (ur. 1960) – polski filozof, dr hab. nauk humanistycznych, profesor nadzwyczajny i dyrektor Instytutu Filozofii Wydziału Nauk Społecznych Uniwersytetu Wrocławskiego.

## Życiorys
29 kwietnia 1994 obronił pracę doktorską Filozofia religii Arthura Schopenhauera, 1 czerwca 2001 habilitował się na podstawie dorobku naukowego i pracy zatytułowanej Całość jako paradygmat rozumienia świata w myśli niemieckiej przełomu romantycznego. Analiza wybranych problemów. Otrzymał nominację profesorską. 
Został zatrudniony na stanowisku profesora nadzwyczajnego, oraz dyrektora w Instytucie Filozofii na Wydziale Nauk Społecznych Uniwersytetu Wrocławskiego.
Piastuje funkcję kierownika w Zakładzie Filozofii Niemieckiej, a także w Pracowni Badań nad Dziejami Filozofii na Śląsku.

## Publikacje
- 1995: Świat jako wola i przedstawienie. T. 1[1]
- 1999: Religia, filozofia i polityka w myśli niemieckiej przełomu XVIII i XIX wieku : zarys problemu[1]
- 2001: Wolność człowieka i Bóg[1]
- 2005: Świadomość czasu i narodziny historiozofii[1]